# Rasa (geslacht)
Rasa is een geslacht van vlinders uit de familie van de Houtboorders (Cossidae). De wetenschappelijke naam en de beschrijving van dit geslacht zijn voor het eerst gepubliceerd in 2019 door Roman Viktorovitsj Jakovlev en Aidas Saldaitis.
Dit geslacht is monotypisch, dat wil zeggen dat het maar één soort heeft namelijk Rasa litanga Saldaitis & Yakovlev, 2019 uit China.